# 瓦茲盧伊夫卡
48°27′45″N 28°9′7″E / 48.46250°N 28.15194°E
瓦茲盧伊夫卡（烏克蘭語：Вазлуївка）是位於烏克蘭西南部的村莊，由文尼察州裡莫希利夫-波季利斯基区的巴布欽齊市鎮負責管轄。該村始建於1200年，面積0.68平方公里，海拔高度196米，2001年人口230，人口密度每平方公里340.24人。